# La principessa Sissi
La principessa Sissi (Sissi) è un film del 1955 diretto da Ernst Marischka con protagonisti Romy Schneider, Karlheinz Böhm, Magda Schneider, Uta Franz, Gustav Knuth, Vilma Degischer e Josef Meinrad.
Primo film della trilogia di film romanzati sulla vita dell'Imperatrice d'Austria Elisabetta di Baviera detta Sissi, viene seguito da Sissi - La giovane imperatrice del 1956 e Sissi - Il destino di un'imperatrice del 1957.
I film raccontano la vita di Sissi, da prima del fidanzamento con Franz ai primi anni di matrimonio, raccontandola in una versione più fiabesca.

## Trama
Baviera, 1853. La sedicenne duchessa Elisabetta di Baviera, detta "Sissi", conduce una vita spensierata nel palazzo di famiglia a Possenhofen. Sissi ama andare a cavallo e vive a stretto contatto con la natura. Un giorno sua madre, la duchessa Ludovica, riceve una missiva dalla corte imperiale di Vienna: sua sorella, l'arciduchessa Sofia, madre dell'imperatore d’Austria Francesco Giuseppe, vorrebbe un matrimonio tra suo figlio ed Elena, detta Nené, figlia maggiore di Ludovica. Sofia invita dunque madre e figlia a Bad Ischl, dove si sta festeggiando il compleanno dell'Imperatore, perché i due fidanzati si conoscano. Dal momento che la notizia deve rimanere segreta fino al fidanzamento ufficiale, Ludovica decide di portare con sé anche Sissi affinché il viaggio appaia come una visita qualunque e per fare in modo che Elisabetta riesca a fidanzarsi con Carlo Ludovico, altro figlio di Sofia. Nené con madre e sorella arrivano al luogo dell'incontro ma Franz non è presente. Viene così rimandato l'incontro al giorno dopo durante il tè. Ludovica chiude Sissi in camera sua così che non partecipi ma la ragazza esce dalla finestra per andare a pesca e inviare un telegramma al duca Max per invitarlo a caccia. Mentre arriva a palazzo Franz viene casualmente arpionato alla giacca da un amo da pesca. Guardando in giù verso il torrente l'imperatore vede una giovane ragazza con la canna da pesca, vestita in abiti da campagna. È proprio Sissi, che sale a scusarsi. Colpito dalla ragazza, l'imperatore scende e passeggia con lei per conoscerla meglio (perdendo di nuovo l'incontro con Ludovica) ma Elisabetta non gli rivela di essere proprio sua cugina, che non vede da molti anni, e sorella della sua promessa sposa. Franz se ne innamora follemente e la invita a venire a caccia con lui alle 5:00 di quel pomeriggio. Sofia rimprovera il figlio per la sua assenza quella mattina ma Franz le rivela che non sarà nemmeno presente quel pomeriggio durante un altro incontro con la zia e la cugina. Alle 5:00 Franz esce con Sissi che gli dice di chiamarsi Lisa di Possenhofen. L'imperatore le rivela il suo amore ma anche di essere promesso a Nené ed Elisabetta fugge. Tornata a casa, Nené  rivela alla sorella di essere la promessa di Franz. Ludovica annuncia alla figlia minore di essere obbligata a partecipare al ballo alla reggia imperiale quella sera per sancire il fidanzamento. Sissi è riluttante ma viene portata comunque. 
Al ballo, Franz rimane stupito nel vedere Sissi e rivela alla madre di volerla sposare. Sofia riceve in privato Elisabetta e le chiede se lei ricambi i sentimenti di Franz e Sissi afferma tutto. Secondo la tradizione, Franz deve offrire un bouquet alla sua promessa prima di ballare il cotillon, ufficializzando il fidanzamento ma nella sorpresa di tutti il bouquet a Sissi che lo accetta. 

## Distribuzione
Distribuito in Austria dalla Sascha Filmverleih, il film fu presentato a Vienna il 21 dicembre 1955. In Germania uscì il giorno dopo, il 22 dicembre, distribuito dalla Herzog-Filmverleih. Dato il suo grande successo, il film godette di una distribuzione a livello mondiale e di varie riedizioni. Il 25 dicembre 1998, ne fu presentata in TV la versione restaurata.

## Doppiaggio italiano
Per quanto riguarda le versioni italiane dei tre film, in origine le doppiatrici italiane di Romy Schneider furono Rita Savagnone per i primi due film e Maria Pia Di Meo; con il doppiaggio originale, diretto da Luigi Savini, che fu eseguito dalla Fono Roma con la collaborazione della CDC (fonte: Le voci del tempo perduto di Gerardo Di Cola), ma tali versioni sono oggi introvabili. 
Le edizioni italiane oggi disponibili (anche in DVD) sono quelle ridoppiate nel 1983 dalla C.V.D.: direzione di Oreste Lionello per i primi due film; Carlo Baccarini diresse il terzo film; i dialoghi erano di Alfredo Medori per la trasmissione su Rai Uno; la voce di Sissi è di Cristiana Lionello, mentre Claudio Capone doppia Karlheinz Böhm (Francesco Giuseppe) e Melina Martello è Magda Schneider (Duchessa Ludovica).

## Premi
- Bambi per il film straniero di maggior successo commerciale nel 1957